# Estado de Minas
Estado de Minas è un quotidiano brasiliano fondato a Belo Horizonte nel 1928. È la principale testata dello stato del Minas Gerais.

## Storia
Uscito per la prima volta il 7 marzo 1928, un anno dopo fu acquisito dal gruppo editoriale Diários Associados di Assis Chateaubriand.